# Kikojty
Kikojty (Duits: Kykoit) is een plaats in het Poolse district  Malborski, woiwodschap Pommeren. De plaats maakt deel uit van de gemeente Stare Pole en telt 34 inwoners.